# Wollan Island
Wollan Island ist eine kuppelförmige und verschneite Insel mit markanten Felsvorsprüngen an der Nordwestseite vor der Loubet-Küste des Grahamlands auf der Antarktischen Halbinsel. Im Crystal Sound liegt sie 1,5 km nördlich von Davidson Island.
Von 1958 bis 1959 durchgeführte Vermessungen des Falkland Islands Dependencies Survey dienten ihrer Kartierung. Das UK Antarctic Place-Names Committee benannte die Insel am 23. September 1960 nach dem US-amerikanischen Physiker Ernest Omar Wollan (1902–1984), der mittels Neutronenstreuung die Struktur von Eis untersuchte.